# Natação nos Jogos Olímpicos de Verão de 2024 - 100 m peito masculino
A prova dos 100 m peito masculino da natação nos Jogos Olímpicos de Verão de 2024 ocorreu em 27 e 28 de julho de 2024 na Paris La Défense Arena, em Paris. Um total de 36 nadadores de 28 Comitês Olímpicos Nacionais (CON) participaram do evento.

## Qualificação
Cada Comitê Olímpico Nacional (CON) poderia inscrever no máximo dois nadadores qualificados em cada evento individual, mas somente se ambos atingissem o "tempo de qualificação olímpica" (OQT). Um nadador por evento poderia potencialmente entrar se atingisse o "tempo de consideração olímpica" (OCT), ou se a cota total de 852 competidores não tivesse sido atingida. Os CONs também poderiam inscrever nadadores independentemente do tempo através das vagas de universalidade, mesmo que não tenham atingindo nenhum dos tempos de inscrição padrão (OQT/OCT).
Após o fim da janela de qualificação, a World Aquatics avaliou o número de nadadores que alcançaram o OQT, o número de nadadores somente para as provas de revezamento e o número de vagas de universalidade, antes de convidar aqueles com OCT para cumprir a cota total de 852. Além disso, as vagas no OCT foram distribuídas por evento de acordo com as posições no ranking mundial durante o prazo de qualificação. Para os 100 m peito masculino, o OQT foi de 59s49 e o OCT de 59s79.

## Formato
A competição consiste em três rodadas: preliminares, semifinais e final. Os nadadores com os 16 melhores tempos nas baterias preliminares avançam às semifinais. Já os nadadores com os 8 melhores tempos nas semifinais avançam à final. Desempates (swim-offs) são utilizados conforme necessário para quebrar os empates de avanço à próxima rodada.

## Calendário
Horário local (UTC+2)
| Data                | Horário | Fase         |
| ------------------- | ------- | ------------ |
| 27 de julho de 2024 | 11:30   | Preliminares |
| 27 de julho de 2024 | 21:10   | Semifinais   |
| 28 de julho de 2024 | 21:40   | Final        |

## Medalhistas
| Ouro  | ITA Nicolò Martinenghi      |
| Prata | GBR Adam Peaty USA Nic Fink |

## Recordes
Antes desta competição, os recordes mundiais e olímpicos da prova eram os seguintes:
| Tipo | Atleta     | Tempo | Local          | Data                |
| ---- | ---------- | ----- | -------------- | ------------------- |
|      | Adam Peaty | 56.88 | Gwangju        | 21 de julho de 2019 |
|      | Adam Peaty | 57.13 | Rio de Janeiro | 7 de agosto de 2016 |

## Resultados

### Preliminares
Os nadadores com os 16 melhores tempos, independente da bateria, avançam às semifinais.
| Pos. | Bateria | Raia | Nadador                | CON                                 | Tempo   | Notas |
| ---- | ------- | ---- | ---------------------- | ----------------------------------- | ------- | ----- |
| 1    | 3       | 6    | Caspar Corbeau         | NED Países Baixos                   | 59.04   | Q     |
| 2    | 4       | 4    | Adam Peaty             | GBR Grã-Bretanha                    | 59.18   | Q     |
| 3    | 4       | 7    | Ilya Shymanovich       | AIN Atletas Individuais Neutros     | 59.25   | Q     |
| 4    | 4       | 5    | Nicolò Martinenghi     | ITA Itália                          | 59.39   | Q     |
| 4    | 5       | 5    | Arno Kamminga          | NED Países Baixos                   | 59.39   | Q     |
| 6    | 4       | 1    | James Wilby            | GBR Grã-Bretanha                    | 59.40   | Q     |
| 7    | 5       | 6    | Melvin Imoudu          | GER Alemanha                        | 59.49   | Q     |
| 8    | 4       | 3    | Lucas Matzerath        | GER Alemanha                        | 59.52   | Q     |
| 9    | 5       | 4    | Qin Haiyang            | CHN China                           | 59.58   | Q     |
| 10   | 3       | 4    | Nic Fink               | USA Estados Unidos                  | 59.66   | Q     |
| 11   | 4       | 8    | Bernhard Reitshammer   | AUT Áustria                         | 59.68   | Q     |
| 12   | 3       | 1    | Joshua Yong            | AUS Austrália                       | 59.75   | Q     |
| 13   | 3       | 5    | Evgenii Somov          | AIN Atletas Individuais Neutros     | 59.83   | Q     |
| 14   | 4       | 6    | Charlie Swanson        | USA Estados Unidos                  | 59.92   | Q     |
| 15   | 3       | 2    | Ludovico Viberti       | ITA Itália                          | 59.93   | Q     |
| 16   | 3       | 8    | Ron Polonsky           | ISR Israel                          | 1:00.00 | Q,    |
| 17   | 5       | 3    | Sun Jiajun             | CHN China                           | 1:00.11 |       |
| 18   | 5       | 7    | Choi Dong-yeol         | KOR Coreia do Sul                   | 1:00.17 |       |
| 19   | 3       | 7    | Taku Taniguchi         | JPN Japão                           | 1:00.20 |       |
| 20   | 4       | 2    | Andrius Šidlauskas     | LTU Lituânia                        | 1:00.29 |       |
| 21   | 5       | 2    | Berkay Ömer Öğretir    | TUR Turquia                         | 1:00.36 |       |
| 22   | 5       | 8    | Jan Kałusowski         | POL Polônia                         | 1:00.40 |       |
| 23   | 5       | 1    | Denis Petrashov        | KGZ Quirguistão                     | 1:00.42 |       |
| 24   | 3       | 3    | Samuel Williamson      | AUS Austrália                       | 1:00.50 |       |
| 25   | 2       | 5    | Anton McKee            | ISL Islândia                        | 1:00.62 |       |
| 26   | 2       | 6    | Jadon Wuilliez         | ANT Antígua e Barbuda               | 1:02.70 |       |
| 27   | 2       | 2    | Adrian Robinson        | BOT Botsuana                        | 1:02.79 |       |
| 28   | 2       | 3    | Alexandre Grand'Pierre | HAI Haiti                           | 1:02.85 |       |
| 29   | 2       | 1    | Tasi Limtiaco          | FSM Estados Federados da Micronésia | 1:04.14 |       |
| 30   | 2       | 8    | Abdulaziz Al-Obaidly   | QAT Catar                           | 1:04.31 |       |
| 31   | 1       | 4    | Steven Insixiengmay    | LAO Laos                            | 1:04.64 |       |
| 32   | 1       | 3    | Matthew Lawrence       | MOZ Moçambique                      | 1:04.95 |       |
| 33   | 2       | 7    | Jonathan Raharvel      | MAD Madagascar                      | 1:05.20 |       |
| 34   | 1       | 5    | Micah Masei            | ASA Samoa Americana                 | 1:05.95 |       |
| 35   | 1       | 6    | Chadd Ning             | SWZ Essuatíni                       | 1:09.85 |       |
| 37   | 2       | 4    | Miguel de Lara         | MEX México                          | DSQ     |       |

### Semifinais
Os nadadores com os oito melhores tempos, independente da bateria, avançam à final.
| Pos. | Bateria | Raia | Nadador              | CON                             | Tempo   | Notas |
| ---- | ------- | ---- | -------------------- | ------------------------------- | ------- | ----- |
| 1    | 1       | 4    | Adam Peaty           | GBR Grã-Bretanha                | 58.86   | Q     |
| 2    | 2       | 2    | Qin Haiyang          | CHN China                       | 58.93   | Q     |
| 3    | 2       | 3    | Arno Kamminga        | NED Países Baixos               | 59.12   | Q     |
| 4    | 1       | 2    | Nic Fink             | USA Estados Unidos              | 59.16   | Q     |
| 5    | 2       | 4    | Caspar Corbeau       | NED Países Baixos               | 59.24   | Q     |
| 6    | 1       | 5    | Nicolò Martinenghi   | ITA Itália                      | 59.28   | Q     |
| 7    | 1       | 6    | Lucas Matzerath      | GER Alemanha                    | 59.31   | Q     |
| 8    | 2       | 6    | Melvin Imoudu        | GER Alemanha                    | 59.38   | QSO   |
| 8    | 2       | 8    | Ludovico Viberti     | ITA Itália                      | 59.38   | QSO   |
| 10   | 2       | 5    | Ilya Shymanovich     | AIN Atletas Individuais Neutros | 59.45   |       |
| 11   | 1       | 3    | James Wilby          | GBR Grã-Bretanha                | 59.49   |       |
| 12   | 1       | 7    | Joshua Yong          | AUS Austrália                   | 59.64   |       |
| 13   | 2       | 1    | Evgenii Somov        | AIN Atletas Individuais Neutros | 1:00.00 |       |
| 14   | 1       | 1    | Charlie Swanson      | USA Estados Unidos              | 1:00.16 |       |
| 15   | 2       | 7    | Bernhard Reitshammer | AUT Áustria                     | 1:00.18 |       |
| 16   | 1       | 8    | Ron Polonsky         | ISR Israel                      | 1:00.37 |       |

Swim-off
O vencedor do desempate avança à final.
| Pos. | Raia | Nadador          | CON          | Tempo | Notas |
| ---- | ---- | ---------------- | ------------ | ----- | ----- |
| 1    | 4    | Melvin Imoudu    | GER Alemanha | 59.69 | Q     |
| 2    | 5    | Ludovico Viberti | ITA Itália   | 59.90 |       |

### Final
Os três nadadores mais rápidos na final conquistam as medalhas.
| Pos.             | Raia | Nadador            | CON                | Tempo | Notas |
| ---------------- | ---- | ------------------ | ------------------ | ----- | ----- |
| Medalha de ouro  | 7    | Nicolò Martinenghi | ITA Itália         | 59.03 |       |
| Medalha de prata | 4    | Adam Peaty         | GBR Grã-Bretanha   | 59.05 |       |
| Medalha de prata | 6    | Nic Fink           | USA Estados Unidos | 59.05 |       |
| 4                | 8    | Melvin Imoudu      | GER Alemanha       | 59.11 |       |
| 5                | 1    | Lucas Matzerath    | GER Alemanha       | 59.30 |       |
| 6                | 3    | Arno Kamminga      | NED Países Baixos  | 59.32 |       |
| 7                | 5    | Qin Haiyang        | CHN China          | 59.50 |       |
| 8                | 2    | Caspar Corbeau     | NED Países Baixos  | 59.98 |       |

Legenda
| Recorde mundial      | Recorde mundial (World record)               |                       | Recorde africano                      | Recorde africano (African) |                                           | Q | Classificado por posição (Qualified) |
| Recorde olímpico     | Recorde olímpico (Olympic record)            | Recorde da América    | Recorde da América (Americas)         | q                          | Classificado por melhor tempo (Qualified) |   |                                      |
| Melhor marca do ano  | Melhor marca do ano (World leading)          | Recorde asiático      | Recorde asiático (Asian)              | DNS                        | Não largou (Did not start)                |   |                                      |
| Recorde nacional     | Recorde nacional (National record)           | Recorde europeu       | Recorde europeu (European)            | DNF                        | Não terminou (Did not finish)             |   |                                      |
| Recorde pessoal      | Recorde pessoal do atleta (Personal best)    | Recorde da Oceania    | Recorde da Oceania (Oceania)          | DSQ / DQ                   | Desclassificado (Disqualified)            |   |                                      |
| Recorde da temporada | Recorde da temporada do atleta (Season best) | Recorde sul-americano | Recorde sul-americano (South America) | NM                         | Sem marca (No mark)                       |   |                                      |